# فرانک الیس
فرانک اِلیس (انگلیسی: Frank Ellis؛ ‏ ۲۶ فوریهٔ ۱۸۹۷ – ۲۳ فوریهٔ ۱۹۶۹) بازیگر اهل ایالات متحده آمریکا بود.
از فیلم‌ها یا برنامه‌های رادیویی-تلویزیونی که وی در آن نقش داشته‌است، می‌توان به دود اسلحه (وسترن رادیویی-تلویزیونی)، دود اسلحه (فیلم)، وایکینگ، خیانت، وسترن یونیون، جزیره اسرارآمیز، کلمنتاین عزیزم، مخلوقات ۲: غذای اصلی، دو ملوان، دره رنگین‌کمان و زنبور سبز دوباره حمله می‌کند! اشاره کرد.